# Maurice de Broglie (bisschop)
Maurice-Jean-Magdeleine de Broglie (kasteel van Broglie, 5 september 1766 – Parijs, 20 juli 1821) was een Franse geestelijke, die zich als bisschop van Gent verzette tegen keizer Napoleon en strijd voerde tegen koning Willem I.

## Levensloop
De Broglie was een telg uit het geslacht De Broglie en een zoon van Victor-François (1718-1804), hertog van Broglie en maarschalk van Frankrijk, en diens tweede vrouw, Louise Augustine Salbigothon Crozat de Thiers (1733-1813). Hij werd twee maanden te vroeg geboren in het kasteel van de familie in Broglie (Normandië). Zijn familie was afkomstig uit Piëmont, en verschillende van haar leden waren generaals in dienst van Frankrijk.
Vanaf zijn kinderjaren had hij een zwakke gezondheid, die hem voortdurend parten speelde. Voorbestemd voor het priesterschap, studeerde hij aan het seminarie van Saint-Sulpice. Hij was er bezig met zijn studies toen op 14 juli 1789 de revolutie uitbrak, hij nam reeds in het begin de principes hiervan over.
Hij probeerde eerst nog zijn vader - die naar Duitsland was gevlucht - ervan te overtuigen om naar Frankrijk terug te keren, maar zou hem wat later in zijn ballingschap vervoegen.
Hij emigreerde in juni 1790 en werd op 11 maart 1792 in Trier tot priester gewijd. In 1796 werd hij in Bad Pyrmont voorgesteld aan koning Frederik Willem II van Pruisen, die hem wist te waarderen. Hij werd het volgende jaar door hem toegelaten tot het hof in Berlijn en aangewezen als proost van het kapittel van Posen, in het voormalige Polen. De koning nam hem tijdens zijn laatste levensdagen als een van zijn dagelijkse gezellen. Het was pas in juni 1798, na de dood van zijn beschermheer, dat De Broglie bezit nam van zijn beneficium. Hij was er zeer ongelukkig vanwege zijn slechte gezondheid en was maar al te blij toen een arts hem de raad gaf naar Frankrijk terug te keren. Eind december 1801 reisde hij naar Berlijn en van daar naar zijn geboorteland.
Hij trad in contact met Napoleon Bonaparte via Étienne Bernier, bisschop van Orléans, en via consul Charles-François Lebrun. In 1802 en 1803, trok hij naar Münster om zijn vader te bezoeken, maar kon de doodzieke man niet naar zijn vaderland terugbrengen, voorwaarde om de gesekwestreerde goederen vrij te krijgen die hem hadden toebehoord.
In 1804 werd abbé De Broglie à l'improviste tot Bonaparte's kapelaan benoemd. De eerste consul, weldra keizer, spande zich in om leden uit vooraanstaande oude families aan zich te binden. Zonder andere bron van inkomsten, aanvaardde De Broglie onmiddellijk deze aanstelling. Kort daarop volgde hij de keizer naar Italië. Op suggestie van kardinaal Fesch, oom van Napoleon, benoemde deze Maurice de Broglie tot bisschop van Acqui.

## Bisschop

### Bisschop van Acqui
De officiële benoeming van De Broglie gebeurde op 19 mei 1805. Op 23 september volgde de pauselijke bevestiging en op 17 november werd hij door kardinaal Giovanni Battista Caprara (aartsbisschop van Milaan) in Parijs gewijd. Hij was nog maar 39. Pas in de loop van 1806 vertrok hij naar Acqui.
Het ruwe klimaat van de Noord-Italiaanse bergstreek bleek ongunstig in te werken op de al zwakke gezondheid van De Broglie. Hij bleef amper een paar maanden ter plekke en vertrok toen weer naar Frankrijk, wat volgens zijn arts het beste was wat hij voor zijn gezondheid kon doen. Tijdens zijn nieuw verblijf in Parijs, had hij vooral contacten met kardinaal Fesch en met 'Madame Mère', de moeder van Napoleon. Ze zorgden ervoor dat hij niet naar Acqui terug hoefde maar tot bisschop van Gent werd benoemd, een van de grootste en meest bevolkte bisdommen van het keizerrijk.

### Bisschop van Gent

#### Bisschop van Gent onder het keizerrijk
De benoeming tot negentiende bisschop van Gent gebeurde op 22 maart 1807 en werd door de paus aanvaard op 3 augustus. De Broglie ging bezit nemen van zijn bisdom en bezocht er de meeste steden van.
Op 16 februari 1808 kocht hij van de toenmalige eigenaar Henri van der Sarre het klooster en de tuin van de paters franciscanen te Sint-Niklaas om om te vormen tot het het Klein Seminarie van Sint-Niklaas.

#### Ontslagen
Hij was verondersteld een trouwe aanhanger te zijn van Napoleon, maar naar aanleiding van het Nationaal Concilie dat Napoleon op 9 juni 1811 had samengeroepen in Parijs en dat aan de keizer een grotere greep op de Katholieke Kerk moest verlenen, pakte het anders uit. De Broglie werd een van de grote verdedigers van de onafhankelijkheid van de Kerk. Op 12 juli 1812 werd hij gevangengezet in het kasteel van Vincennes, waar hij in  barre omstandigheden verbleef.
En op 23 november 1812 moest hij onder dwang zijn ontslagbrief ondertekenen, waarvan hij later de geldigheid ontkende. Hij werd verbannen naar Beaune en op 6 maart 1813 naar het eiland Sainte-Marguerite.
Op 14 april 1813 benoemde Napoleon in zijn plaats bisschop De la Brue, de vicaris-generaal van Mechelen, maar dit werd door de Gentse clerus niet aanvaard en deze verdween een jaar later.
Na de val van Napoleon (6 april 1814) hernam De Broglie zijn bisschoppelijke taak. Op 26 mei 1814 was hij opnieuw in Gent.

#### Bisschop van Gent onder het Verenigd Koninkrijk
Na zijn terugkeer aan het hoofd van het bisdom, bleek dat De Broglie niets van zijn strijdlust had verloren. Toen de nieuwe Grondwet voor het Verenigd Koninkrijk der Nederlanden werd uitgevaardigd, ging hij er hevig tegen te keer.
Om principiële redenen moesten de katholieke kiezers zich tegen deze Grondwet verzetten, schreef hij. Hij deinsde er zelfs niet voor terug om aan Willem I de les te lezen, toen die voor het eerst Gent bezocht.
Dit was onverdraaglijk voor koning en regering en de strijd tegen de onwillige bisschop werd aangebonden. Hij wenste niet nogmaals te worden opgesloten en vluchtte naar Frankrijk. Op 8 november 1817 werd hij veroordeeld tot verbanning. De bisschoppelijke zetel bleef onbezet en het bisdom werd verder bestuurd door de vicarissen. Vanuit zijn ballingsoord bleef De Broglie verder ageren tegen Willem en riep zelfs de tussenkomst in van de geallieerde mogendheden die aan de wieg van het Verenigd Koninkrijk der Nederlanden hadden gestaan.

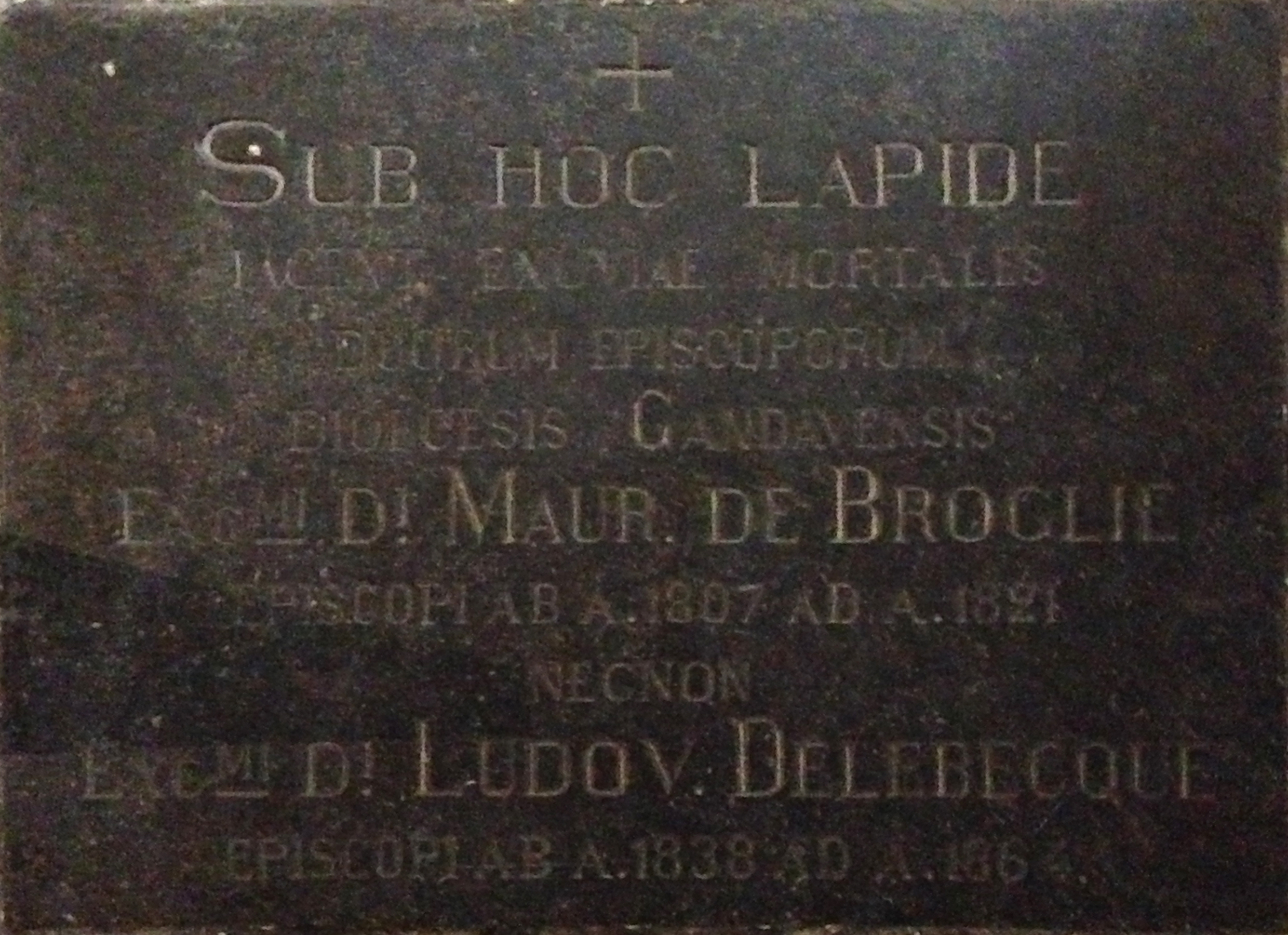
Grafplaat bisschoppen de Broglie & Delebecque (pas op 10 juli 1951 geplaatst)

Op 20 juli 1821 overleed de Broglie in ballingschap, hij was nog geen 55 jaar.
In 1863 werd zijn gebalsemd stoffelijk overschot (in het geheim) overgebracht naar Gent en er in kelders van het Bisschoppelijk Paleis van Gent bewaard. Toen bisschop Lodewijk-Jozef Delebecque in 1864 overleed werd hij, samen met hem, op 7 oktober, in hetzelfde graf begraven in de crypte van de Sint-Baafskathedraal. Pas in 1913 raakte dit bekend.
Zijn verzet tegen Willem I zou nog lang nazinderen in een aantal middens en zou mee invloed hebben op de houding van de katholieken die zich stilaan tegen het Verenigd Koninkrijk verzetten. Hij effende aldus mee de weg die leidde naar de Belgische Revolutie van 1830.

## Publicaties
- Discours de Mr. de Broglie, évêque de Gand au roi des Pays-Bas, le 5 septembre 1815, Gent, 1815
- Jugement doctrinal des évêques du Royaume des Pays-Bas, sur le serment prescrit par la nouvelle Constitution, Gent, 1815
- Réclamation respectueuse, adressée par S. A. le prince Maurice de Broglie, évêque de Gand, a LL. MM. les empereurs d'Autriche et de Russie, et a S. M. le roi de Prusse, relativement a l'etat des affaires religieuses en Belgique, 1819

## Titels
- Prins de Broglie: door een diploma uit 1759, had keizer Frans I Stefan aan Victor-François de Broglie (1718-1804) de titel van prins van het Heilige Roomse Rijk toegekend voor hem en zijn nakomelingen.
- Hij werd, zoals veel bisschoppen en voormalige edellieden opgenomen in de nieuwgevormde keizerlijke adelstand. Voor hem gebeurde dit in 1808 met de titel van Baron de l'empire.